# Neurocordulia xanthosoma
Neurocordulia xanthosoma är en trollsländeart som först beskrevs av Williamson 1908.  Neurocordulia xanthosoma ingår i släktet Neurocordulia och familjen skimmertrollsländor. Inga underarter finns listade i Catalogue of Life.